# T queue croisée
Cette page contient des caractères spéciaux ou non latins. S’ils s’affichent mal (▯, ?, etc.), consultez la page d’aide Unicode.
T queue croisée (uniquement en minuscule), appelé t queue croisée, est une lettre additionnelle de l’alphabet latin qui est utilisée dans certaines transcriptions ponétiques, en dialectologie suédoise dans l’alphabet dialectal suédois ou dans la transcription de la conférence de Copenhague de 1925.

## Représentations informatiques
Le t queue croisée n’a pas été codé de manière standardisée.